# Edvard Blaumüller
Theobald Edvard Julius Blaumüller (12. april 1851 i København – 2. oktober 1911 smst) var en dansk præst, forfatter og teolog.
Blaumüller var søn af bogbindermester Johannes Julius Blaumüller. Han tog studentereksamen fra Borgerdydskolen på Christianshavn i 1870, og året efter filosofikum med udmærkelse i alle fag. I 1876 tog han teologisk embedseksamen. i 1879 blev han kapellan i Asminderød og i 1886 forflyttede han til Helligåndskirken i København, stadig som kapellan. Da kirkens præst Albert Schack søgte forflyttelse i 1908 rykkede Blaumüller op og overtog præstestillingen. Han fik dog kun lov at beklæde posten i tre år, til hans død i 1911.
Blaumüller fik offentliggjort artikler i Dagbladet af æstetisk og religiøst indhold. Han fik også offentliggjort digte forskellige steder, det mest kendte er nok Agnete og Havmanden fra 1894
Blaumüller giftede sig i 1880 med Elisabeth Petra Aline Bondo, datter af den daværende præst i Vallensbæk Niels Grumme Bondo. Han ligger begravet på Vestre Kirkegård i København.